# Академия изобразительных искусств (Прага)
Академия изобразительных искусств (чеш. Akademie výtvarných umění v Praze (AVU)) — высшая школа университетского типа по изучению предметов по искусству.

## История
Академия изобразительных искусств расположена в Праге и является первой школой искусств, созданной на территории нынешней Чехии. 
Академия была основана согласно указу императора Франца I от 10 октября 1799 года по инициативе «Общества патриотов-друзей искусства», и открыта в следующем году. 
Первым её директором стал художник Йозеф Беглер. В течение более чем 200-летней истории Академия делала упор на различние области живописи — на пейзажную, романтическую, позднее — историческую тематику. 

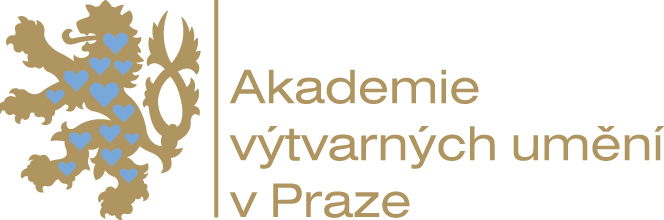
Логотип Академии

В 1896 году Академия перешла в собственность государства, в результате чего здесь были открыты отделения скульптуры, архитектуры и графики. В 1926 она получила первой в Чехословакии статус «высшей художественной школы». 
В 1947 году Богуславом Сланским при Академии создаётся реставрационная школа европейского значения.
В настоящее время в Академии обучается более 300 студентов (317 на 2008 год): на отделениях живописи, скульптуры, графики, архитектуры, реставрации и медиа-СМИ. Ректор — Йиржи Сопко.

## Известные выпускники и преподаватели
См. также  Категория:Выпускники Пражской академии искусств и Категория:Преподаватели Пражской академии искусств
- Бакулин, Николай Саввич
- Боуда, Цирил
- Бруннер, Вратислав
- Бубак, Алоис
- Василев, Марин
- Грус, Йозеф
- Гудечек, Антонин
- Йирудек, Франтишек
- Калвода, Алоиз
- Кафка, Богумил
- Комарек, Владимир
- Котера, Ян
- Крегар, Стане
- Маерский, Ладислав
- Майкснер, Петр
- Маковский, Винцент
- Манес, Антонин
- Манес, Вацлав
- Неедлы, Отакар
- Нехлеба, Вратислав
- Обровски, Якуб
- Оттенфельд, Рудольф Отто фон
- Пирнер, Максимиллиан
- Рачко, Арпад
- Роубалик, Богумир
- Черны, Венцеслав
- Карл Шлезингер
- Фишарек, Алоис
- Фёрстер, Виктор
- Фукс, Богуслав
- Божидар Якац